# 電光大橋
23°02′07″N 121°10′35″E / 23.035364°N 121.176289°E
電光大橋為臺灣一座位於臺東縣關山鎮境內的橋樑，該橋梁橫跨於卑南溪之上，是聯繫關山鎮市區以及關山鎮電光里的聯絡橋樑，由臺東縣政府關山鎮公所進行管理與維護。

## 歷史

### 興建緣起
關山鎮電光里位於卑南溪的東側，而關山市區則位於對岸的西側，雖僅一水的阻隔，但當時並無聯繫橋梁的建設，因此當地電光里居民僅能在每年十月雨季過後，往返關山以竹、木搭成的便橋通行，有時一年要築橋三、四次，因為雨季來臨時，便橋就被沖走，只得繞道池上或瑞源轉往關山。
也由於無永久性橋梁的建置，居民往往只能冒險溯溪渡河，因此時常發生居民遭到洪水沖走的意外事件。距今四十餘年前，臺北工專學生吳昇財（前關山工商校長吳昇齊之兄）回鄉渡假因涉水而溺斃，1957年（民國46年）6月2日，電光國小校長黃定龍帶著他均未滿十歲的兩個孩子，黃子輝、黃子晃回關山過端午節，走在便橋上卻被洪水連木橋一起沖走，結果三人均溺斃。還有里民陳盛德和王便，也在民國59年10月間，亦遭到卑南溪水沖走。
多年來電光里民在里民大會及關山鎮鎮民代表會上均曾提案興建永久性聯絡橋樑，當時的關山鎮公所亦多次爭取補助興建大橋，但因金費龐大均未能如願。

### 興建歷程
直至1985年（民國74年）9月3日，有一位電光里的國中畢業生，寫了9張信紙向臺灣省前省主席邱創煥傾訴：3年來涉水過橋就學的往事，懇求興建大橋。又經當時擔任省議員的林忠信、洪文泰及各級長官的奔走，以及關山鎮前鎮長彭盛煥的爭取，終獲省主席的同意，於1985年（民國74年）10月間將原函發交臺東縣政府轉關山鎮公所設計與建造。
電光大橋工程自1987年（民國76年）動工，1988年（民國77年）11月大橋主體完工，其餘週邊工程一直到1992年（民國81年）04月才全數完成。

### 養護現況
臺東縣海端鄉崁頂國小師生自2013年3月起，利用週三下午到附近橋梁做健檢，意外發現，電光大橋保護橋墩鋼板有許多已變形、與橋墩脫離，甚至鋼筋裸露，鏽蝕嚴重，汛期或地震來襲，橋梁恐會垮。臺東縣議會副議長陳宏宗前往現場會勘，他強調，會與相關單位聯繫盡速改善。台東縣政府建設處長許瑞貴表示，將會同第八河川局、公所等單位現場會勘，待鑑定結果出爐再研擬補救方法。

## 諸元
電光大橋工程包括民族路地下道及引道工程、關山堤防，總工程費共計新台幣一億五千三百五十三萬元整，全長1700公尺，橋長720公尺，橋面寬度7.5公尺，每孔45公尺，引道780公尺。

## 資料來源
1. 1 2 3 4 5 6  .   [2014-10-13]. （原始内容存档于2014-10-17）.
2. 1 2  .   [2014-10-13]. （原始内容存档于2016-03-06）.